# Peksater
Peksater est une reine nubienne de la XXVe dynastie d'Égypte.

## Biographie
Peksater est la fille du roi Kachta et de la reine Pabatjma. Elle est la troisième épouse de son frère  Piânkhy avec lequel elle apparaît dans un relief du temple d'Amon au Gebel Barkal. Piânkhy est habillé en grand prêtre et officie devant la barque d'Amon. Dunham et Macadam suggèrent qu'elle était une fille adoptive de Pebatjma.
Peksater a été enterrée à Abydos, en Égypte. Des parties d'un linteau, trois chambranles de porte et une stèle ont été retrouvés,. Elle y est appelée fille de roi, femme de roi et grande femme de roi.